# Warna (hinduizm)
Warna (sanskryt: वर्ण trl. varṇa) – staroindyjski termin oznaczający klasę społeczną. Istnienie kilku warn jakościujących hinduistów jest formą i wyrazem hinduizmu jako systemu religijno-społecznego. Przynależność do warny jest dziedziczna.
Warny tworzą system społeczny, wiążący się z wiarą w reinkarnację. Jednostki, które nie przestrzegają rytuałów i obowiązków swojej warny, w następnym wcieleniu (inkarnacji) odrodzą się w niższej warstwie społecznej. System warn określa dozwolone formy kontaktowania się członków hierarchii społecznej.

## Etymologia
Słowo to pochodzi od rdzenia czasownikowego vṛ- o znaczeniu „zamykać” (ang. to enclose).
Zwraca się również na znaczenie warna jako „barwa”.

## Historia
- Już przed przybyciem do Indii społeczeństwo indoeuropejskich Ariów było podzielone na trzy stany społeczne:

1. kapłanów (bramin)
2. wojowników (kszatrija)
3. rolników (wajśja).

Początkowo był to system w miarę egalitarny, oparty na idei odmiennych, lecz uzupełniających się ról społecznych.
Sam termin warna pierwotnie oznaczał kolor, barwę. Jego związek z konkretnymi barwami nie jest jasny. Spotyka się przypisanie do braminów – kapłanów ubioru białego, kszatrijów – rycerzy koloru czerwonego, wajsjów – kupców, rolników – koloru żółtego i siudrów – wyrobników koloru czarnego.
- Po przybyciu na subkontynent indyjski w interakcji z zastanymi ludami wytworzyła się dodatkowa, czwarta klasa społeczna, śudrów (służących), początkowo nie uważana za warnę. Podstawę mitologiczną ku temu stworzono już w Rygwedzie (Purusza sukta 10.90.12) opisując wyłonienie się czterech warn z ciała kosmicznego Pra-człowieka (Puruszy).

System społeczny w postaci trzech lub też czterech warn (trl. cāturvarṇya), mimo prób utrzymania go przez prawodawców indyjskich, nie przetrwał w samych Indiach, przekształcając się stopniowo w system kastowy, natomiast zachował się w stosunkowo czystej postaci na indonezyjskiej wyspie Bali. Występuje tam system tzw. triwangsa (trzech wyższych klas) i śudrów, stojących niżej w hierarchii społecznej.
- W czasach do kresu Indii Brytyjskich Hindusi uznawali, że jest pięć rodzajów ludzi, z których cztery wywodzą się z ciała pierwszego człowieka:

1. bramini – najwyższy, wywodzący się z ust, głównie kapłani i święci mężowie
2. kszatrijowie – wywodzący się z ramion, wojownicy i rządcy, monarchowie
3. wajśjowie – wywodzący się z ud, rolnicy, hodowcy, kupcy, rzemieślnicy
4. śudrowie – ze stóp, ludność służebna (np. robotnicy rolni, księgowi)
5. dalitowie (tzw. „niedotykalni”) – ostatnia, piąta grupa społeczna, której przynależność warnowa nie dotyczyła.

Piąta warna (pańćama) obejmować mogła też potomstwo związków kastowo niedozwolonych, hinduistów wykluczonych z dźati wyrokiem jej pańćajatu oraz członków grup plemiennych (szczególnie tych, którzy wyemigrowali z plemiennej społeczności).
- W czasach niepodległych Indii państwo dąży do zniesienia podziałów. Siła autorytetu Gandhiego pomogła we wprowadzeniu w życie „Temple Entry Acts”. Louis Dumont zwraca uwagę na efekty: pojawiła się nowa szósta kategoria. Niedotykalni uzyskali prawo wstępu do świątyń hinduistycznych, a niehindusi (indyjskie mniejszości wyznaniowe – chrześcijanie i muzułmanie), traktowani uprzednio na równo z niedotykalnymi, zaczęli być od nich odróżniani, ponieważ pozostają na zewnątrz świątyń[6]

## Idea podziału według kwalifikacji
O pozycji, jaką człowiek zajmuje w tym systemie, decydują jego pochodzenie, kwalifikacje i rodzaj wykonywanej pracy (guna-karma).
Bhagawadgita mówi o strijo wajśjas tatha śudrah, a Śrimadbhagawatam o strija-śudra-dwidźabandhunam. Zgodnie z tymi stwierdzeniami, kobiety, śudrowie i dwidźa-bandhu należą do tej samej kategorii. Termin dwidźa-bandhu odnosi się do osoby, która narodziła się w wysoko postawionej rodzinie braminów albo kszatrijów, lecz sama nie posiada wymaganych kwalifikacji. Jest to bardzo praktyczne. Zdarza się jednak, że kiedy ktoś przychodzi na świat w rodzinie bramina, to nawet, jeśli nie ma cech bramińskich twierdzi, że jest braminem. Taki człowiek może nie zasługiwać nawet na miano śudry, a mimo to ludzie uznają go za bramina. Takie podejście doprowadziło do upadku cywilizacji wedyjskiej.
Podział taki ma odpowiadać kwalifikacjom nabytym dzięki wykształceniu i ma on utrzymać społeczeństwo w stanie spokoju i zapewnić mu dobrobyt. Cechy wymienione takie jak: wolność od strachu, oczyszczenie życia, kultywowanie wiedzy duchowej, dobroczynność, samokontrola, spełnianie ofiar, studiowanie Wed, pokuty i prostota, łagodność, prawdomówność, wolność od złości, wyrzeczenie, spokój, niechęć do krytykowania, współczucie dla wszystkich żywych istot, wolność od żądzy, delikatność, skromność i mocna determinacja; wigor, zdolność przebaczania innym, hart ducha, czystość, wolność od zazdrości i pragnienia honorów przynależą ludziom pobożnym o boskiej naturze i zwane są transcendentalnymi. Dzięki tym cechom osoby posiadające je mogą zrobić postęp w poznaniu duchowym i wyzwolić się z tego materialnego świata.
W Indiach system zdegradował się do postrzegania jedynie pochodzenia, przyporządkowując ludzi jedynie ze względu na przynależność do danej rodziny. Obecnie wciąż żywy system kastowy najsilniej wpływa na zawieranie małżeństw, gdzie rodzice wywierają zdecydowany wpływ na przyszłość dzieci. 

## Szczyt piramidy
Za głowę albo mistrza duchowego wszystkich statusów i porządków społecznych w instytucji ćaturaśrama uważany jest sannjasin, czyli osoba w wyrzeczonym porządku życia.
Pierwszą cechą sannjasina powinna być nieustraszoność. Ponieważ sannjasin musi być zawsze sam, bez żadnego wsparcia czy gwarancji wsparcia, ma on polegać jedynie na łasce Boga. Jeżeli myśli: „Kto będzie mnie chronił po tym, jak zerwę wszelkie związki?”, to nie powinien przyjmować wyrzeczonego porządku życia.